# Caponia natalensis
Caponia natalensis är en spindelart som först beskrevs av O. Pickard-Cambridge 1874.  Caponia natalensis ingår i släktet Caponia och familjen Caponiidae. Inga underarter finns listade.